# فرودگاه اوسکمن

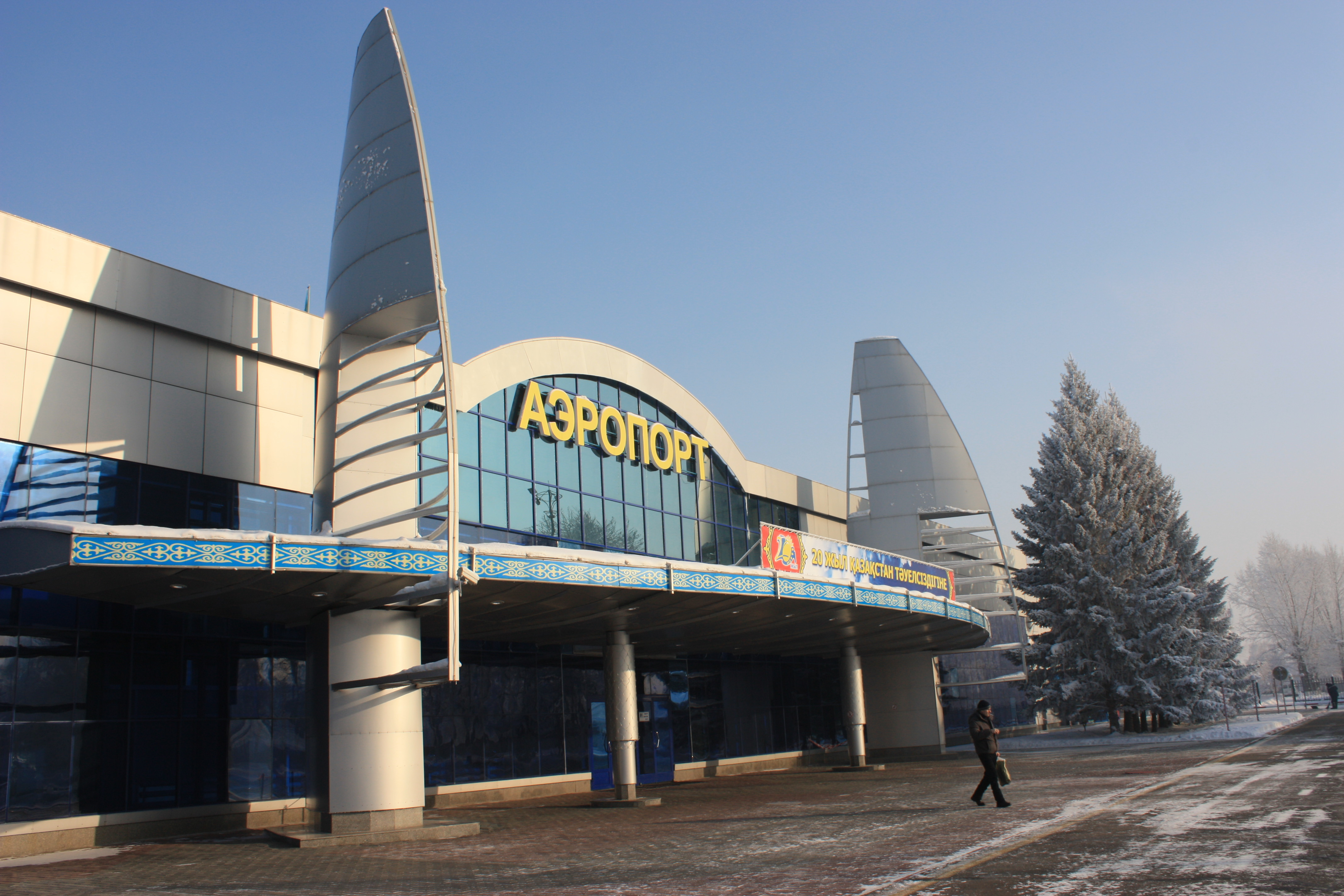
ورودی فرودگاه

 فرودگاه اوسکمن (به انگلیسی: Oskemen Airport) (به زبان بومی: Ust-Kamenogorsk Airport) یک فرودگاه همگانی با کد یاتا UKK است که یک باند فرود آسفالت دارد و طول باند آن ۲۵۱۰ متر است. این فرودگاه در شهر اوسکمن، قزاقستان کشور قزاقستان قرار دارد و در ارتفاع ۲۸۶ متری از سطح دریا واقع شده‌است.

## شرکت‌های هواپیمایی و مقصدهای پروازی
| شرکت‌های هواپیمایی                 | مقصدهای پروازی                                               |
| --------------------------------- | ------------------------------------------------------------ |
| آئروفلوت اجرا توسط روسیه ایرلاینز | فصلی: پالکوو                                                 |
| ایر آستانه                        | آلماتی، آستانه                                               |
| ایرتیش ایر                        | آلماتی                                                       |
| اس۷ ایرلاینز                      | دوموده‌دوو، تولمچوا                                           |
| ساپسان                            | آلماتی                                                       |
| اسکات ایرلاینز                    | آلماتی، آستانه، سری‌ارکا، کوکشتائو, سمی، چیمکند فصلی: تولمچوا |